# Portos da Suécia

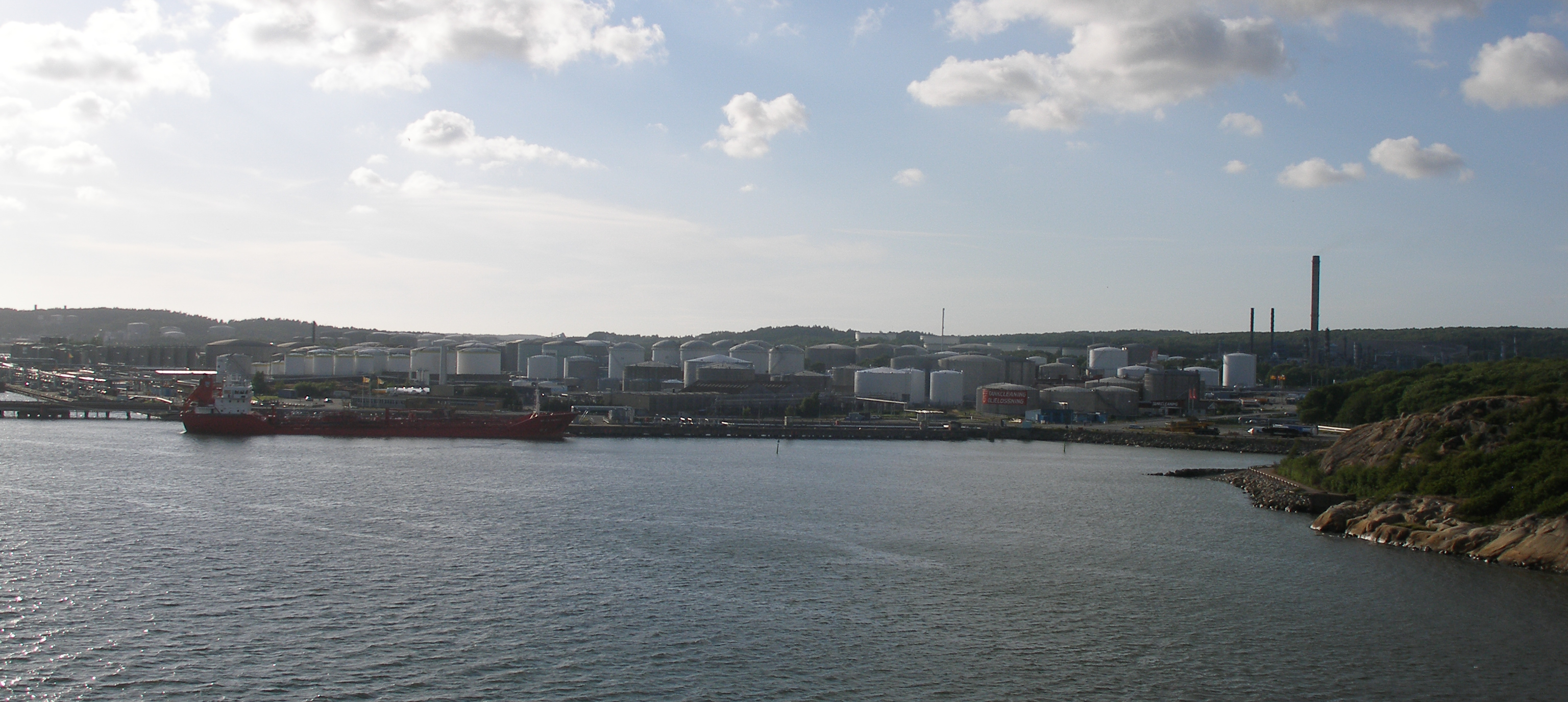
Porto de Gotemburgo - Oljehamnen

A Suécia tem uma longa costa com muitos portos, por onde entram e saem pessoas e mercadorias.

Cerca de metade do movimento de mercadorias é efetuada através de cinco portos: Gotemburgo, Brofjorden, Trelleborg, Malmö e Luleå. O Porto de Gotemburgo é o maior do país.

O movimento de passageiros provem principalmente da Dinamarca, da Alemanha e da Finlândia, com passagem pelos portos de Helsingborg, Estocolmo, Ystad, Gotemburgo e Visby.